# بلسکویه (باشقیرستان)
بلسکویه (انگلیسی: Belskoye, Republic of Bashkortostan) یک شهرک در شهرستان استرلیتاماکسکی استان باشقیرستان کشور روسیه است.